# Saludo al sol

Animación de una mujer realizando el saludo al Sol.

El Saludo al Sol (o sūria namaskār) es una de las secuencias de posturas del yoga. Podemos encontrarnos diferentes tipos de saludos al sol dependiendo del tipo de yoga que estemos realizando. Así pues, si practicamos yoga power, el saludo al sol será más dinámico que otros estilos de hatha yoga. Al hablar de dinamismo nos referimos al empleo de ciertas asanas (posturas corporales) más "potentes" que requieren mayor energía.
Se puede realizar:

1) Al principio de una sesión de yoga como calentamiento.

2) Como una práctica de yoga en sí misma.
En idioma sánscrito se denomina sūrianamaskāra, siendo Sūria el dios del Sol, namah: ‘reverencias postradas’, y kāra: ‘realizar’.

## Historia del Sūria Namaskār
Desde mediados del siglo XX, en los libros de yoga, se pueden encontrar numerosas afirmaciones acerca de que esta secuencia yóguica tiene un origen muy antiguo, incluso védico. Sin embargo, ha sido imposible encontrar alguna referencia en los antiguos textos de yoga (como el Gueranda-samjita o el Hatha-ioga-pradípika).
Existe un Sūria namaskār mantra (oración de reverencia al dios del Sol), con doce mantras y doce bīyas (‘semillas’, sílabas místicas originadoras de oraciones), pero no tiene ninguna referencia a algún āsana.
También se conoce un Sūria namaskār vidhi (preceptos acerca de las reverencias al dios del Sol), pero no tiene ninguna referencia a ningún āsana.
En realidad, esta secuencia de posturas yóguicas basadas en un práctico método cinético es una invención del siglo XX, del político hindú Bala Sahib. Lo ideó y desarrolló en 1929, basado en la flexión hindú y otras secuencias usadas en la vyāya (la práctica de los luchadores profesionales de la India, para desarrollar masa muscular y flexibilidad).
Sólo obtuvo popularidad en 1937, cuando la periodista británica (admiradora suya) Louise Morgan vivió en su palacio en Aundh (Majarastra, en la India) y aprendió esta serie.
Ella se encargó de redactar la explicación de esta práctica, la hizo publicar y también le escribió el prefacio. El libro fue publicado al año siguiente (1938) por J. M. Dent & Sons (de Londres), pagado con fondos de Bala Sahib: The Ten Point Way to Health (el sendero de diez puntos hacia la salud). Lo firmó con el rimbombante título de “Rey de Aundh”.
Después del final de la Segunda Guerra Mundial, la secuencia se difundió a Estados Unidos y luego al resto de Occidente. Incluso llegó a creerse que se trataba de una práctica yóguica antigua, proveniente de algún tipo de linaje espiritual.
En el día de hoy, la rutina Sūria namaskār de Bala Sahib sigue siendo el ejercicio cardiovascular preferido por los antiguos luchadores de la India, como un método seguro para mantener su físico y su peso.

## Práctica
La base física de la práctica combina doce āsanas en una serie realizada de manera dinámica. Estos āsanas están ordenados de tal manera que alternativamente estiren la columna hacia adelante y hacia atrás. Cuando se realiza de la manera usual, cada āsana se realiza con una respiración alternada de inhalación y exhalación (excepto en el sexto āsana, en que la respiración se debe mantener suspendida).
Una ronda completa de sūria namaskāra posee dos grupos de estas doce posturas, con un cambio en el segundo grupo (de manera que cada vez se adelante una pierna distinta).
Los practicantes del Sūria namaskāra, como parte de la tradición moderna del yoga, prefieren realizarlo exclusivamente al amanecer, que los yoguis ortodoxos consideran un momento “favorable” desde el punto de vista espiritual.
Se comienza de pie, con los pies juntos, el rostro mirando al este y las manos unidas en el centro del pecho, en actitud de respeto hacia el Sol, mientras se realiza una profunda espiración.

## Requisitos y precauciones
El sūria namaskāra es una práctica fácil y pacífica. Esto la hace practicable para personas de todas las edades y niveles. Sin embargo, algunos profesores de yoga recomiendan practicarlo varias horas después de comer, no practicarlo demasiado tiempo, y descansar adecuadamente luego de la secuencia.
Generalmente los practicantes descansan en shavasana (la postura del cadáver) mientras permiten que su respiración y pulso vuelvan a la normalidad.
Como sucede con cualquier ejercicio, el máximo beneficio se obtiene al practicarlo de manera periódica, y no con una práctica excesiva en una sola sesión.

## Mantras y chakras
Mientras el practicante realiza el saludo al sol, durante cada posición debe recitar (mentalmente, ya que utilizará el sistema respiratorio en aspirar y espirar de manera lo más regular y pausada posible) en los siguientes bīyas (‘semillas’ de mantras) y mantras. Al mismo tiempo debe visualizar los chakras correspondientes.
| Orden | Āsana                | Respiración | Semilla  | Mantra                    | Chakra                                             |
| ----- | -------------------- | ----------- | -------- | ------------------------- | -------------------------------------------------- |
| 1     | Pranamasana          | exhalar     | om hrām  | om mitrāya namaḥ          | Anahata (corazón) verde                            |
| 2     | Hasta uttanasana     | inhalar     | om hrīm  | om ravaye namaḥ           | Vishuddha (garganta) azul                          |
| 3     | Padahastasana        | exhalar     | om hrūm  | om sūryāya namaḥ          | Muladhara (al finalizar la columna vertebral) rojo |
| 4     | Ashwa sanchalanasana | inhalar     | om hraim | om bhānave namaḥ          | Ájna (tercer ojo) índigo                           |
| 5     | Chaturanga dandasana | exhalar     | om hraum | om khagāya namaḥ          | Vishuddha (garganta) azul                          |
| 6     | Ashtanga namaskara   | suspender   | om hraḥ  | om puṣṇe namaḥ            | manipura (ombligo) amarillo                        |
| 7     | Bhujangasana         | inhalar     | om hrām  | om hiraṇya garbhāya namaḥ | Swadhisthana (hueso púbico) anaranjado             |
| 8     | Chaturanga dandasana | exhalar     | om hrīm  | om marīcaye namaḥ         | Vishuddha (garganta) azul                          |
| 9     | Ashwa sanchalanasana | inhalar     | om hrūm  | om ādityāya namaḥ         | Ájna (tercer ojo) índigo                           |
| 10    | Padahastasana        | exhalar     | om hraim | om savitre namaḥ          | Swadhisthana (hueso púbico) anaranjado             |
| 11    | Hasta uttanasana     | inhalar     | om hraum | om arkāya namaḥ           | Vishuddha (garganta) azul                          |
| 12    | Pranamasana          | exhalar     | om hraḥ  | om bhāskarāya namaḥ       | Anahata (corazón) verde                            |